# Basilika St. Frédéric
Die Basilika Saint-Frédéric ist eine Kirche  in Drummondville im Süden der kanadischen Provinz Québec. Die römisch-katholische Pfarrkirche in der Pfarrei Franz von Assisi im Bistum Nicolet hat den Rang einer Basilica minor.

## Geschichte
Die erste katholische Kirche in Drummondville wurde 1822 auf einem Grundstück von George Frederick Heriot erbaut, als Patronat wurde deshalb St. Frédéric gewählt. Sie war 25,6 Meter lang und 11 Meter breit bei einer Höhe von 9 Metern, der Glockenturm erreichte 16,8 Meter. 1856 wurde die Pfarrgemeinde errichtet. Die Kirche wurde bis 1880 genutzt, ein Nachbau steht heute im örtlichen Museumsdorf Village québécois d’antan.
Der Bau der zweiten Kirche begann im Mai 1879 nach den Plänen des Paters Majorique Marchand. Sie wurde am 10. Oktober 1880 von Bischof Lous-François Richer-La Flèche, Bischof von Trois-Rivières, gesegnet. Die ummauerte Holzkirche brannte 1899 ab.
Als Ersatz konnte zunächst nur eine Kellerkirche erstellt werden, auf der bis 1904 nach Plänen des Architekten Raoul-Adolphe Brassard eine 57 Meter lange und 27 Meter breite Kirche fertiggestellt werden konnte, die mit hellbeigen Ziegeln verkleidet wurde. Am 19. Dezember 1907 wurde sie von Bischof Hermann Brunault, Bischof von Nicolet, gesegnet. Aber auch diese Kirche brannte ab, am 21. Dezember 1921 wurde das gesamte Innere der Kirche durch ein weiteres Feuer zerstört, die Außenmauern blieben aber stehen. Später wurde eine Brandstiftung ermittelt. Von 1923 bis 1928 wurde die wiederhergestellte Unterkirche genutzt.
Der Bau der vierten Kirche begann im April 1922, die erste Messe fand am 10. Mai 1925 auf 1600 Stühlen statt, die Ausstattung etwa mit Kirchenbänken dauerte noch bis in die 1950er Jahre.
Die Kirche wurde am 1. Juli 1930 von Bischof Hermann Brunault gesegnet und am 12. Juni 1947 von seinem Nachfolger Bischof Albini Lafortune geweiht. 1958 und 1975 fanden Renovierungen statt. Am 22. September 2015 erhob Papst Franziskus die Kirche St. Frédéric in den Rang einer Basilica minor.

## Architektur
Der Architekt Louis-Napoléon Audet erhielt die Aufgabe, in den erhaltenen viktorianisch neoromanischen Außenmauern die neue, neogotische Kirche zu gestalten. Die einschiffige Kirche mit ihrem Kupferdach besitzt auf der rechten Eingangsseite einen 41 Meter hohen Glockenturm, dessen Kreuz mit Hahn 45 Meter erreicht. Der schmalere linke Turm besitzt nur eine Höhe von 21 Metern. Die Fassade ist mit vier Statuen verziert, Werke des Quebecer Bildhauers Louis Jobin. Die Länge der Kirche bis zur dreiseitigen Apsis beträgt 57 Meter, das Querschiff vor dem langen Chor hat eine Breite von 27 Metern. Auf den Eingangsbereich führen 20 Stufen auf die drei Portale zu, hinter denen ein Narthex folgt. Das Kirchenschiff und der Chor werden von einem großen, 15 Meter hoch ragenden Spitzbogengewölbe mit schönen Kreuzrippen und Schlusspfeilern gekrönt.

## Ausstattung
Der Hochaltar besteht einem weißen Altartisch aus Carrara-Marmor und  einem hölzernen Retabel. Der Altar ist mit venezianischen Mosaiken dekoriert, während die Stufen in kanadischem grauem Marmor mit florentinischem Mosaik und alpengrünen Marmorsteigern eingelegt sind.
Das Altarbild aus weißem Eichenholz wurde 1932 von Georges Trudelle mit einem Mittelteil als Sakramentsturm  und zwei Außenfilialen gestaltet, versehen mit Abasterurnen und Putten. Die großen Chorfenster und die Fenster an der Rückseite der Fassade schuf der französische Glasmeister Guillaume-Ernest Pellus. Für das Glockenspiel wurden 1924 fünf Glocken erworben, die von Wauthy de Douai aus Frankreich stammen.
Die Basilika besitzt zwei Orgeln. Die Emporenorgel mit 62 Registern und 3967 Pfeifen wurde 1931 vom Orgelbauer Casavant Frères installiert. Sie wird über vier Manuale und Pedale gespielt. 1946 folgte eine Chororgel des gleichen Herstellers mit 14 Registern und 843 Pfeifen.  Diese lassen sich seit der Überarbeitung im Jahr 2000 auch gemeinsam von der Empore spielen und ermöglichen so die Musik des reichen französischen sinfonischen Repertoires.